# Lincoln County (Minnesota)
Lincoln County is een county in de Amerikaanse staat Minnesota.
De county heeft een landoppervlakte van 1.391 km² en telt 6.429 inwoners (volkstelling 2000). De hoofdplaats is Ivanhoe.